# Джонсон, Эдвин
Э́двин Карл Джо́нсон (англ. Edwin Carl Johnson; 1 января 1884 года, Скандия — 30 мая 1970 года, Денвер) — американский политик. Губернатор Колорадо (1933—1937; 1955—1957), сенатор США от Колорадо (1937—1955). Член Демократической партии США. Член Независимого ордена чудаков.

## Ранние годы
Родился в Скандии в семье Нельса и Анны Белль (в девичестве — Ланн) Джонсонов. В детстве он переехал со своей семьёй в Элси, а затем — в Линкольн. Он учился в средней школе Линкольна под руководством Уильяма Дженнингса Брайана. После окончания университета в 1903 году он осуществил свою мечту стать железнодорожником и, сменив множество должностей, стал железнодорожным диспетчером в Фэрмонте. В 1909 году Джонсон заболел туберкулёзом, и ему посоветовали переехать в Колорадо, где климат, как считалось, более благотворный. После выздоровления от болезни он поселился вместе со своей женой недалеко от Крейга.

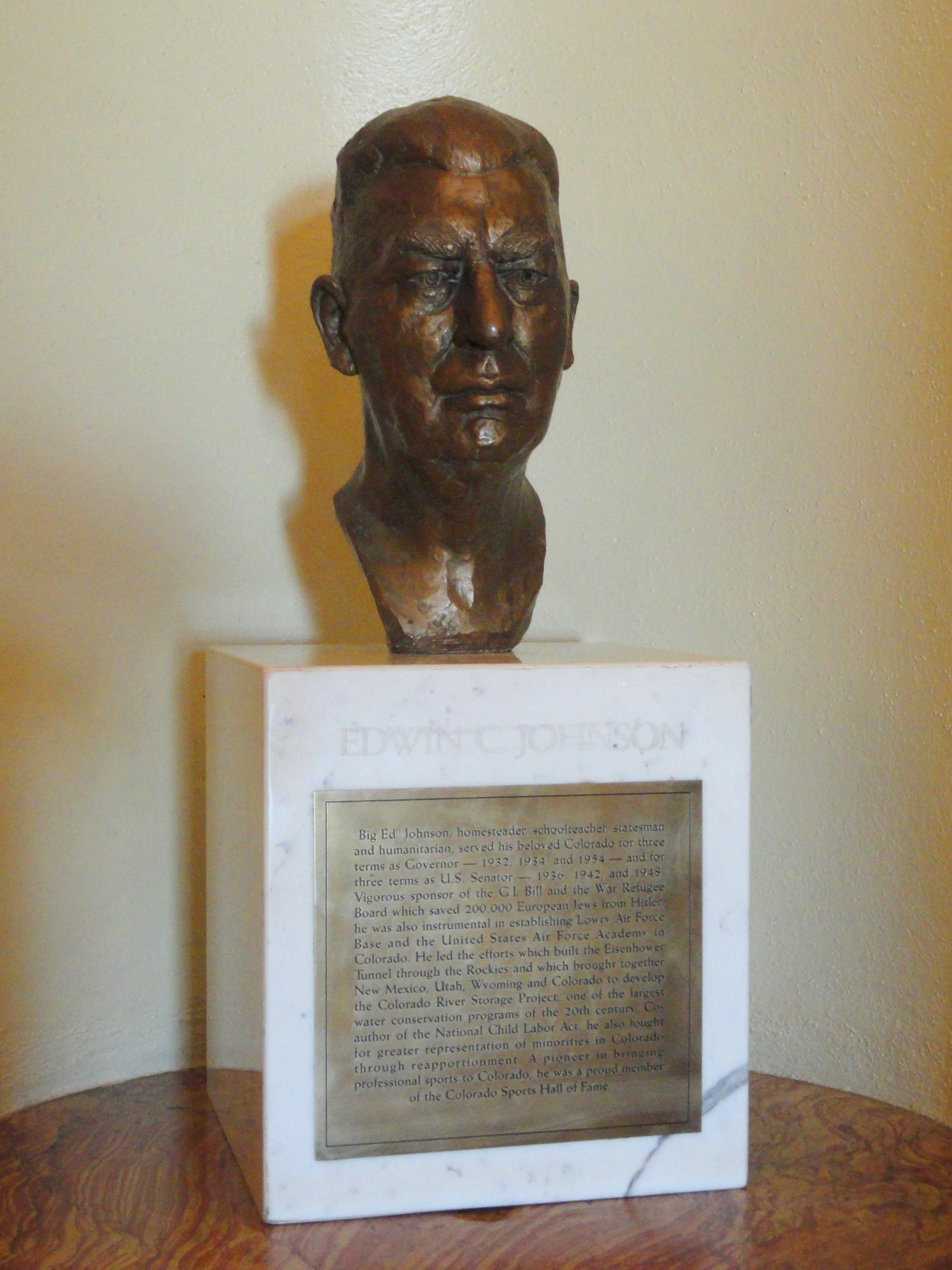
Бюст Джонсона в Капитолии штата Колорадо.

## Карьера
Начиная с 1923 года, он в течение четырёх сроков был членом Палаты представителей Колорадо. С 1931 по 1933 год он был вице-губернатором. С 1937 по 1955 год он представлял Колорадо в Сенате США, с 1937 по 1940 год он был внутрипартийным критиком политики президента США Франклина Рузвельта. С 1933 по 1937 год и с 955 по 1957 год он занимал посты 26-го и 34-го губернатора штата Колорадо. Он выступал против политики «Нового курса».

### Инцидент с Ингрид Бергман
Возможно, он наиболее запомнился тем, что 14 марта 1950 года выступил в Сенате США с речью, в которой раскритиковал внебрачную связь актрисы Ингрид Бергман, которая в то время была замужем за Петтером Линдстремом. Её роман с итальянским режиссёром Роберто Росселлини стал поводом для скандала после выступления Джонсона, вынудившего её на несколько лет переехать в Европу. Затем Джонсон предложил законопроект, согласно которому фильмы должны лицензироваться на основе предполагаемой морали актёров и актрис, и заявил, что Бергман «совершила нападение на институт брака», и назвал её «мощным источником зла».
До того, как стало известно о её романе, Ингрид Бергман была любимой актрисой Джонсона. Он чувствовал, что был обманут этим инцидентом, и хотел запретить ей участвовать в любых будущих голливудских постановках.
Бергман вернулась в Голливуд в 1956 году с блокбастером «Анастасия». В 1972 году сенатор от Иллинойса Чарльз Перси внёс извинения в протокол Конгресса за нападение Джонсона на Бергман двадцатью двумя годами ранее.

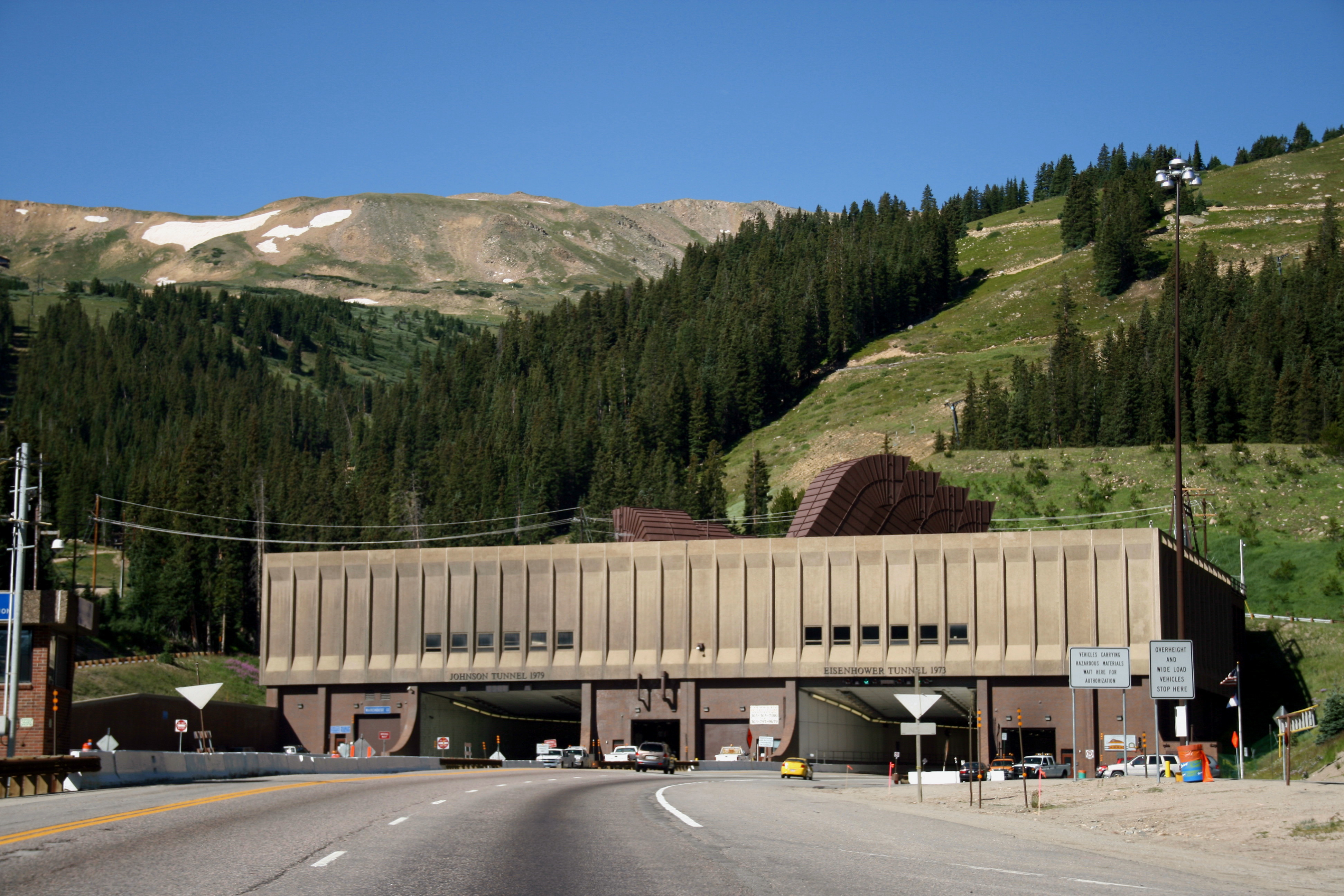
Восточный ствол Мемориального тоннеля Эйзенхауэра.

### Атомные бомбы
Он также известен альтернативой, которую он представил человечеству в ноябре 1945 года: «Всемогущий Бог в Своей бесконечной мудрости [сбросил] атомную бомбу нам на колени». Теперь впервые Соединенные Штаты, обладающие «дальновидностью, мужеством и большим количеством атомных бомб», могут «заставить человечество принять политику прочного мира … или сгореть дотла».

## Спортивная деятельность
с 1947 по 1955 год он был президентом Западной лиги, бейсбольной лиги класса А. Он сыграл важную роль в строительстве стадиона Майл Хай», и за это в 1968 году он был включён в Зал спортивной славы штата Колорадо.

## Смерть и наследие
Он скончался 30 мая 1970 года в больнице Святого Джозефа в Денвере и был похоронен в мавзолее Фэйрмаунт на одноимённом кладбище. В честь Джонсона назван восточный ствол Мемориального туннеля Эйзенхауэра.